# Jon Drummond
Jonathan A. (Jon) Drummond (Philadelphia, 9 september 1968) is een voormalige Amerikaanse atleet en sprinttrainer. Jon Drummond behoorde tot de wereldtop op de 100 en 200 m en was befaamd om zijn vermogen om snel te starten. Bij de toeschouwers was hij vanwege zijn grappen en vermakelijke optredens geliefd.

## Loopbaan
Zijn eerste internationale succes boekte Drummond in 1991. Op de Universiade in het Noord-Engelse Sheffield versloeg hij op de 200 m in een tijd van 20,59 s de Nigeriaan Daniel Phillip en de Belg Patrick Stevens. Op de wereldkampioenschappen van 1993 in Stuttgart won hij als startloper van de Amerikaanse 4 x 100 m estafetteploeg samen met Andre Cason, Dennis Mitchell en Leroy Burrell de wereldtitel; het viertal kwam hierbij tot de scherpe tijd van 37,48. Twee maanden later deed hetzelfde team het in Stuttgart nog eens dunnetjes over en evenaarde bij die gelegenheid het bestaande wereldrecord van 37,40, dat het jaar ervoor op de Olympische Spelen in Barcelona was gelopen door het Amerikaanse olympische team, waar Mitchell en Burrell toen ook deel van uitmaakten.
Bij het volgende WK in Göteborg kon hij als tweede loper het estafettestokje niet aan Tony McCall overgeven en de Amerikaanse ploeg werd hierdoor gediskwalificeerd. In de jaren erna maakte hij nog meer furore op de estafette. Op de Olympische Spelen van Atlanta in 1996 vormde hij met Tim Harden, Mike Marsh en Dennis Mitchell het 4 x 100 meterkwartet dat met het zilver huiswaarts keerde. Individueel kwam hij op de 100 m in de halve finale.
Op de WK van 1999 kon Jon Drummond wegens ziekte in eerste instantie niet deelnemen aan het individuele nummer. Enkele dagen later werd hij, intussen voldoende hersteld, als startloper op de 4 x 100 m estafette echter samen met Tim Montgomery, Brian Lewis en Maurice Greene wereldkampioen. Op de Olympische Spelen van Sydney werd hij vijfde op de 100 m en won hij samen met Bernard Williams, Brian Lewis en Maurice Greene zijn eerste olympische gouden medaille op de 4 x 100 m estafette.
Drummond baarde opzien toen hij op de WK van 2003 in Parijs in de kwartfinale op grond van een valse start gediskwalificeerd werd. Hij wilde deze beslissing van de jury niet accepteren en lag 45 minuten lang voor zijn startblok. Hierbij schreeuwde hij meerdere malen: "ik bewoog niet". Uiteindelijk verliet hij met tranen in zijn ogen het stadion. Voor de 34-jarige atleet was dit zijn laatste internationale optreden. Hij werd door de Amerikaanse atletiekbond door deze affaire niet meer voor estafettewedstrijden genomineerd. Later werden er data vrijgegeven waaruit bleek, dat hij in feite geen valse start had gemaakt.
Jon Drummond werkt momenteel als fitness-instructeur bij de Daired's Pangea Spa in Arlington.

## Titels
- Olympisch kampioen 4 x 100 m - 2000
- Wereldkampioen 4 x 100 m - 1993, 1999
- Amerikaans kampioen 200 m - 1997
- Amerikaans indoorkampioen 60 m - 1993, 2000
- AAA-kampioen 200 m - 1992
- AAA-indoorkampioen 60 - 1992
- AAA-indoorkampioen 200 m - 1992

## Persoonlijke records
Outdoor
| Onderdeel | Prestatie | Datum            | Plaats       |
| --------- | --------- | ---------------- | ------------ |
| 100 m     | 9,92 s    | 12 juni 1997     | Indianapolis |
| 200 m     | 20,03 s   | 22 augustus 1997 | Brussel      |
| 400 m     | 45,55 s   | 1 april 2000     | Westwood     |

Indoor
| Onderdeel | Prestatie | Datum            | Plaats      |
| --------- | --------- | ---------------- | ----------- |
| 50 m      | 5,63 s    | 13 februari 1999 | Los Angeles |
| 60 m      | 6,46 s    | 1 februari 1998  | Stuttgart   |

## Palmares

### 60 m
- 1993: 4e WK indoor - 6,58 s

### 100 m
Kampioenschappen
- 1994:  Grand Prix Finale - 10,18 s
- 1994:  Goodwill Games - 10,12 s
- 2000: 5e OS - 10,09 s
- 2002:  Grand Prix Finale - 9,97 s
- 2002: 4e Wereldbeker - 10,10 s

Golden League-podiumplekken
- 1998:  ISTAF – 9,98 s
- 1998:  Memorial Van Damme – 10,01 s
- 1999:  Memorial Van Damme – 10,08 s
- 2000:  ISTAF – 9,96 s
- 2001:  Herculis – 10,09 s
- 2002:  Bislett Games – 10,21 s
- 2002:  Memorial Van Damme – 10,04 s

### 200 m
Kampioenschappen
- 1991:  Universiade - 20,58 s
- 1997:  Grand Prix Finale - 20,32 s
- 1997: 7e WK - 20,44 s
- 1999: 7e Grand Prix Finale - 20,46 s

Golden League-podiumplekken
- 1998:  Memorial Van Damme – 20,15 s
- 1999:  Weltklasse Zürich – 20,29 s

### 4 x 100 m
- 1993:  WK - 37,48 s
- 1996:  OS - 38,05 s
- 1999:  WK - 37,59 s
- 2000:  OS - 37,61 s

1912: Jacobs, Macintosh, d'Arcy, Applegarth ·
1920: Paddock, Scholz, Murchison, Kirksey ·
1924: Clarke, Hussey, Leconey, Murchison ·
1928: Wykoff, Quinn, Borah, Russell ·
1932: Kiesel, Toppino, Dyer, Wykoff ·
1936: Owens, Metcalfe, Draper, Wykoff ·
1948: Ewell, Wright, Dillard, Patton ·
1952: Smith, Dillard, Remigino, Stanfield ·
1956: Murchison, King, Baker, Morrow ·
1960: Cullmann, Hary, Mahlendorf, Lauer ·
1964: Drayton, Ashworth, Stebbins, Hayes ·
1968: Greene, Pender, Smith, Hines ·
1972: Black, Taylor, Tinker, Hart ·
1976: Glance, Jones, Hampton, Riddick ·
1980: Moeravjov, Sidorov, Prokofjev, Aksinin ·
1984: Graddy, Brown, Smith, Lewis ·
1988: Bryzgin, Krylov, Moeravjov, Savin ·
1992: Marsh, Burrell, Mitchell, Lewis ·
1996: Esmie, Gilbert, Surin, Bailey ·
2000: Drummond, Williams, Lewis, Greene ·
2004: Gardener, Campbell, Devonish, Lewis-Francis ·
2008: Bledman, Burns, Callender, Thompson ·
2012: Carter, Frater, Blake, Bolt ·
2016: Powell, Blake, Ashmeade, Bolt ·
2020: Desalu, Jacobs, Patta, Tortu ·
2024: Brown, Blake, Rodney, De Grasse
1983 King, Gault, Smith, Lewis ·
1987 McRae, McNeill, Glance, Lewis ·
1991 Cason, Burrell, Mitchell, Lewis ·
1993 Drummond, Cason, Mitchell, Burrell ·
1995 Esmie, Gilbert, Surin, Bailey ·
1997 Esmie, Gilbert, Surin, Bailey ·
1999 Drummond, Montgomery, Lewis, Greene ·
2001 Nagel, du Plessis, Newton, Quinn ·
2003 Capel, Williams, Patton, Johnson ·
2005 Doucouré, Pognon, De Lépine, Dovy ·
2007 Patton, Spearmon, Gay, Dixon ·
2009 Mullings, Frater, Bolt, Powell ·
2011 Carter, Frater, Blake, Bolt ·
2013 Carter, Bailey-Cole, Ashmeade, Bolt ·
2015 Carter, Powell, Ashmeade, Bolt ·
2017 Ujah, Gemili, Talbot, Mitchell-Blake ·
2019 Coleman, Gatlin, Rodgers, Lyles ·
2022 Brown, Blake, Rodney, De Grasse ·
2023 Coleman, Kerley, Carnes, Lyles